# Emperador Hui de Han
|  | Pels emperadors amb el nom a títol pòstum Hui, vegeu Emperador Hui. |

L'Emperador Hui de Han (210-188 aEC) va ser el segon emperador de la Dinastia Han de la Xina. Ell va ser el segon fill del primer emperador Han, Han Gaozu i l'Emperadriu Vídua Lü. Generalment se li recorda com un personatge dèbil dominat per la seva mare, l'Emperadriu Lü, que era personalment amable i generosa però incapaç escapar a l'impacte de la seva perversitat. Ell tractà de protegir a Ruyi, el Príncep Yin de Zhao, el seu mig germà menor, de ser assassinat per l'Emperadriu Vídua Lü, però va fallar. Després d'això ell mateix es va lliurar a la beguda i les dones i va faltar a una edat relativament jove. L'Emperadriu Vídua Lü va establir dos dels fills de l'emperador, Liu Gong i Liu Hong (coneguts col·lectivament com els Emperadors Shao de Han), fills de les seves concubines, després que va morir sense un hereu designat. L'esposa de l'Emperadriu Hui va ser l'Emperadriu Zhang Yan, una neboda seva per part de la seva germana, la Princesa Luyuan; el seu matrimoni va ser el resultat de la insistència de l'Emperadriu Vídua Lü, i aquesta al final no va tenir fills.